# Прибылово (аэродром)
Аэродром Прибылово — действующий военный аэродром, расположенный рядом с поселком Глебычево Выборгского района Ленинградской области.

## История
Прежнее название — Макслахти.
В период с 1954 по 1956 гг. на аэродроме базировались штаб и полки 277-й штурмовой авиационной Красносельской Краснознамённой орденов Суворова и Кутузова дивизии на самолётах Ил-10. В 1956 году части дивизии переучились на МиГ-15 и дивизия была передана в истребительную авиацию, получив наименование — 277-я истребительная авиационная Красносельская Краснознамённая орденов Суворова и Кутузова дивизия. В 1957 году дивизия была расформирована.
С 1958 года на аэродроме базировался 103-й гвардейский истребительный авиационный полк на самолётах МиГ-17. 4 марта 1961 года полк переформирован в 371-ю отдельную гвардейскую вертолётную транспортную эскадрилью, а 31 мая 1961 года эскадрилья развернута в 332-й отдельный гвардейский вертолетный полк (в/ч 55745). Полк вошёл в состав 87-й авиабазы, штаб которой находится в посёлке Левашово.

## Прочая деятельность
На аэродроме проводился открытый Чемпионат города Выборга по радиоуправляемым пилотажным авиамоделям.